# レグニツァ
レグニツァ（Legnica (ポーランド語: [lɛɡˈɲit͡sa] ( 音声ファイル); ドイツ語: Liegnitz, 発音: [ˈliːɡnɪts]; シレジア語: Ligńica; チェコ語: Lehnice; ラテン語: Lignitium)）は、ポーランド南西ドルヌィ・シロンスク県の都市。ポーランド語では「レグニーツァ」のように発音されるため、日本語でもレグニーツァと書かれることもある。ドイツ語での読みはリークニッツ。

## 歴史

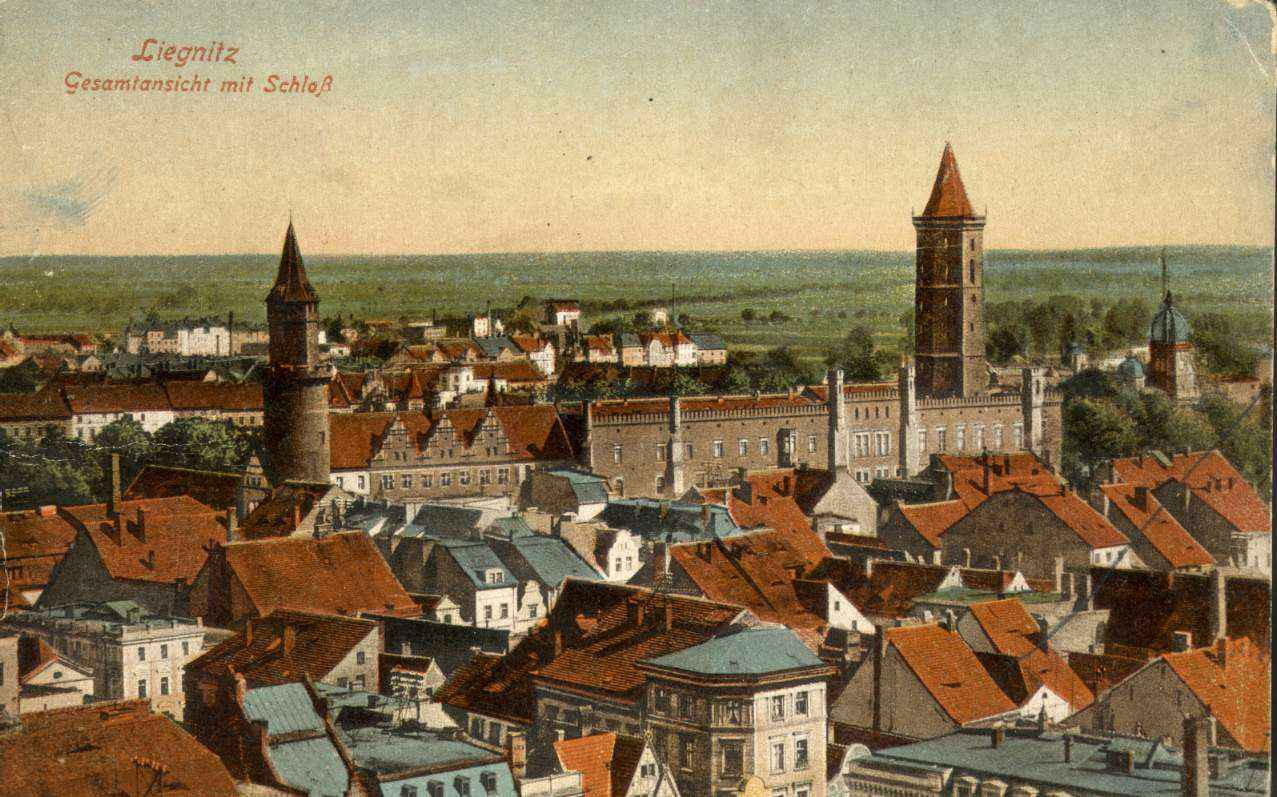
20世紀初頭のレグニツァ（プロイセン領リーグニッツ時代）
2つの大きな塔を持つ横に長い建物は旧レグニツァ公国のレグニツァ城

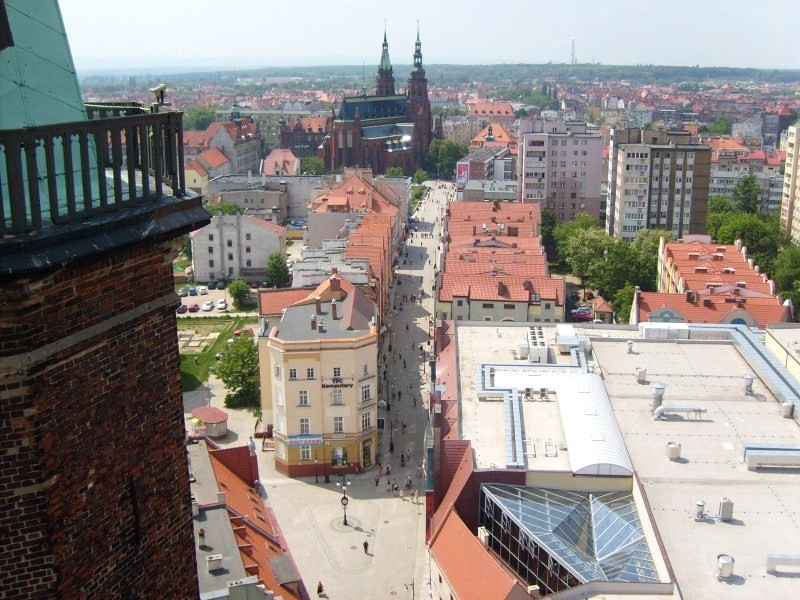
現在のレグニツァ
上の彩色写真の左から右のほうを眺めている
レグニツァ城が解体され高層アパート群と緑地帯になっていることがわかる

タキトゥスは著作『ゲルマニア』で、プトレマイオスは『マグナ・ゲルマニア』の中でルイジ（Luigii）という地名を記録した。古典的なドイツ民族主義史観の定説ではレグニツァ一帯はケルト人と東ゲルマン人が旅行する交差地点で、ルジドゥヌム（Lugidunum）とグウォグフ（Głogów）の名前もレグニツァに属するものとみなされ、東ゲルマン族が南欧へ発ったとき、西スラヴ人が空いた地へ移り住み、この地に定住した最初の一団となったとされている。しかし、ルジドゥヌム（Lugidunum）とグウォグフ（Głogów）の名前もルーク（Lug）族（複数形のルギィとして知られ、もとの意味は「平原に住む人」）を語源としており、原義はどちらも「ルーク人の町」（前者はラテン語、後者はポーランド語）で、このルーク族はプロト・スラヴ系である。ルーク族（Lug）はプシェヴォルスク文化に属し、ポーランド建国時の中心部族レック（Lech）人（ないしレヒ人とも読み、この元の意味も「平原に住む人」であることから、ラテン語などでは意訳によりポラン人と呼ばれる）のことではないかと言われている。プシェヴォルスク文化はプロト・スラヴ系、ケルト系、東ゲルマン系の混淆文化であったと推定されている。
7世紀から定住していた市が初めて公式に年代記に名前が載るのは、1004年からである。レグニツァはもともとリグニツァ（Lignica）として知られていた。1163年に下シレジア公の居住地となり、1248年から1675年までの間、ピャスト朝のシレジア分家が支配する公国の首座となった。
レグニツァは1241年4月9日、近郊のレグニツキェ・ポーレ（ドイツ語名:リーグニッツ）で起きたレグニツァの戦い（またはワールシュタットの戦い）で有名になった。シレジアのヘンリク2世率いるキリスト教軍はポーランド封建貴族やバイエルン封建貴族、騎士修道会の支援を受けたが、モンゴル軍に決定的な大敗を喫した。モンゴル軍にヘンリク2世を殺害され彼の軍は壊滅されたが、モンゴルのヨーロッパ侵攻は停止した（同年にオゴデイ・カアンが死んだため、それに伴う新たなカアン選挙に参加するためとって返したのである）。この戦いを記念する小さな式典が毎年レグニツァで開催されている。
レグニツァ公国の首都として14世紀に中世における最盛期を迎え、レグニツァは中欧の重要都市の一つとなった。およそ人口は16,000人を数えた。レグニツァとズウォトリヤの町の間を流れるカチャヴァ川（ドイツ語名カッツバッハ川）で金が発見されると、市は瞬く間に拡大した。
レグニツァは他のシレジアの公国とともに歩み、14世紀には神聖ローマ帝国内に含まれるボヘミア王国の配下となった。宗教改革が公国に紹介されたのは1522年と早く、人口の多数がルター派となった。ラヨシュ2世が1526年のモハーチの戦いで戦死すると、レグニツァはオーストリアのハプスブルク家に継承された。シレジアの最初の地図は、地元出身のマルティン・ヘルヴィグが作成した。1676年、最後のシレジアのピャスト家のレグニツァ公イェジ・ヴィルヘルムが死ぬと、早くからの継承されてきた条約でブランデンブルクとシレジアがホーエンツォレルン家のブランデンブルクのものであったにもかかわらず、市はハプスブルク家の直接統治となった。

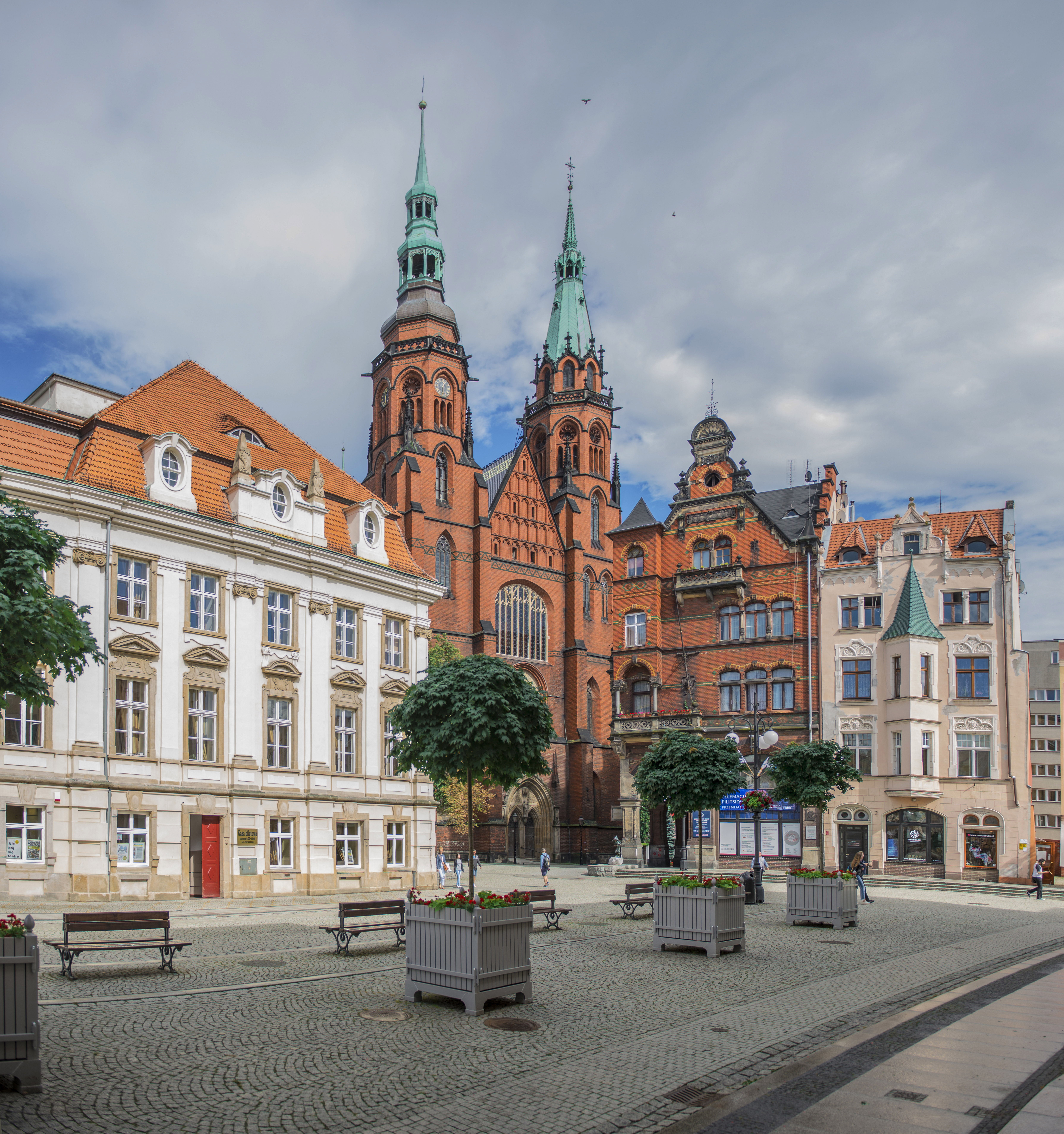
レグニツァ大聖堂

1742年、リーグニッツを含むシレジアの全土はプロイセン王国の領土となった（オーストリア継承戦争でオーストリアはプロイセン王フリードリヒ2世に打ち負かされたため）。1760年、七年戦争の最中、リーグニッツはリーグニッツの戦いの場となり、フリードリヒ2世軍はエルンスト・ギデオン・フォン・ラウドン率いるオーストリア軍に打ち勝った。1813年、ナポレオン戦争では、プロイセンの陸軍元帥ゲプハルト・レベレヒト・フォン・ブリュッヘル率いるプロイセン軍は、ジャック・マクドナル率いるフランス軍に近郊のカッツバッハの戦いで打ち勝った。
ウィーン会議でプロイセンの行政再組織化がされ、リーグニッツと周辺領土（ラントクライス・リーグニッツ、Landkreis Liegnitz）は合併して、1816年5月1日に行政区リーグニッツとなった。プロイセン王国の他地域と同様に、町は1871年にドイツ統一の最中にドイツ帝国の一部となった。1874年1月1日、リーグニッツは下シレジア（1位はヴロツワフ、2位はゲルリッツ）第3の市となった。
1910年の国勢調査で、リーグニッツの人口95.86％が自らをドイツ人（歴史を通じてドイツ化したポーランド系やボヘミア系の家系である、いわゆる「シレジア人」が多く含まれる）と答え、0.15パーセントがドイツ人かつポーランド人の両方であると答え、1.27％がポーランド人と答え、2.26％がヴェンド人と答え、0.19％がチェコ人と答えた。1937年4月1日、近隣の自治体アルト・ベッケルンら他4つと合併して新たなリーグニッツ市となった。第一次世界大戦後のヴェルサイユ条約で、リーグニッツは新たに創設された下シレジア地方（1918年-1938年）となり、その後1941年までシレジア地方となった。再び下シレジア県となったのは1941年から1945年の間である。
第二次世界大戦後にナチス・ドイツが敗北すると、リーグニッツとナイセ川東部のシレジア全土は、1945年のポツダム会談によってポーランドの領土となった。1945年から1947年の間のドイツ人追放でドイツ人住民はリーグニッツを追われ、ポーランド人が替わって移住し、ポーランド語の市名リグニツァを古文体にしたレグニツァに改名した。ポツダム会談で決定した旧リーグニッツのポーランドへの移管は、東ドイツとは1950年にツゴルツェレチ条約で、西ドイツとはヴィリー・ブラント首相時代の1970年のワルシャワ条約で公式に確認された。最後に、再統一したドイツと1990年にドイツ最終規定条約において同意が成された。1990年には一握りのポーランド化したドイツ人住民（戦前のリーグニッツ市民）が残っているに過ぎなかった。
1945年から1990年の冷戦の間、ポーランドにおけるソビエト軍本部がレグニツァに置かれていた。この事実は市の生活に強力な影響を与えた。この時代、市はポーランド人区とソビエト人区に分割され、後者は行き来が制限されていた。1945年7月に最初に区ができたのは、ソビエト側が新たにやってきたポーランド人住民を強制的に排除し、自分たち自身の使用のため独占したことに始まった。中世レグニツァ公国のレグニツァ城はこのとき解体された。排除は一部には暴力的行動と知られ、誰がどのようなやり方で殺害されたか何の証拠もないものの、噂がその過酷さを誇張し広がっていった。1946年4月1日、市の公式な概算では、住民はポーランド人16,700人、ドイツ人12,800人、60,000人のソビエト人という割合であった。レグニツァには西ヨーロッパを核攻撃するための大量の核弾頭や中距離ミサイルが配備された。最終的にソビエト軍（1991年よりロシア軍）がレグニツァを出て行ったのは1993年であった。ここにあったすべての核弾頭や中距離ミサイルはこのときロシア本土に引き揚げられた。
1950年から1960年代、地元の石炭とニッケル産業は、地域の経済成長の主要要因となった。

## 経済
- 産業: 石炭採掘と製造。町の西側郊外で広大な炭坑を所有するKGHM Polska Miedźがオーナーである。
- レグニツァ特別経済区域では、2008年から聯想集団（レノボ）の工場が稼働している。[4].

## 姉妹都市
- ブランスコ, チェコ
- ドロホブィチ, ウクライナ
- オレンブルク, ロシア
- ヴッパータール, ドイツ
- ロアンヌ, フランス

## 環境
レグニツァには700ヘクタールにもなる公園と庭園がある。多くはカチャヴァ川岸に沿って広がる。

## 自動車道
レグニツァ南部には高速道A4が通る。

## 公的交通機関
19のバス路線がある。また、1600メートル滑走路を持つレグニツァ空港があった。旧ソビエト連邦時代の空軍基地を再利用したものだが、商用に使われなくなった。

## スポーツ
- ミエジュ・レグニツァ – サッカークラブ。